# Amphoe Chai Prakan

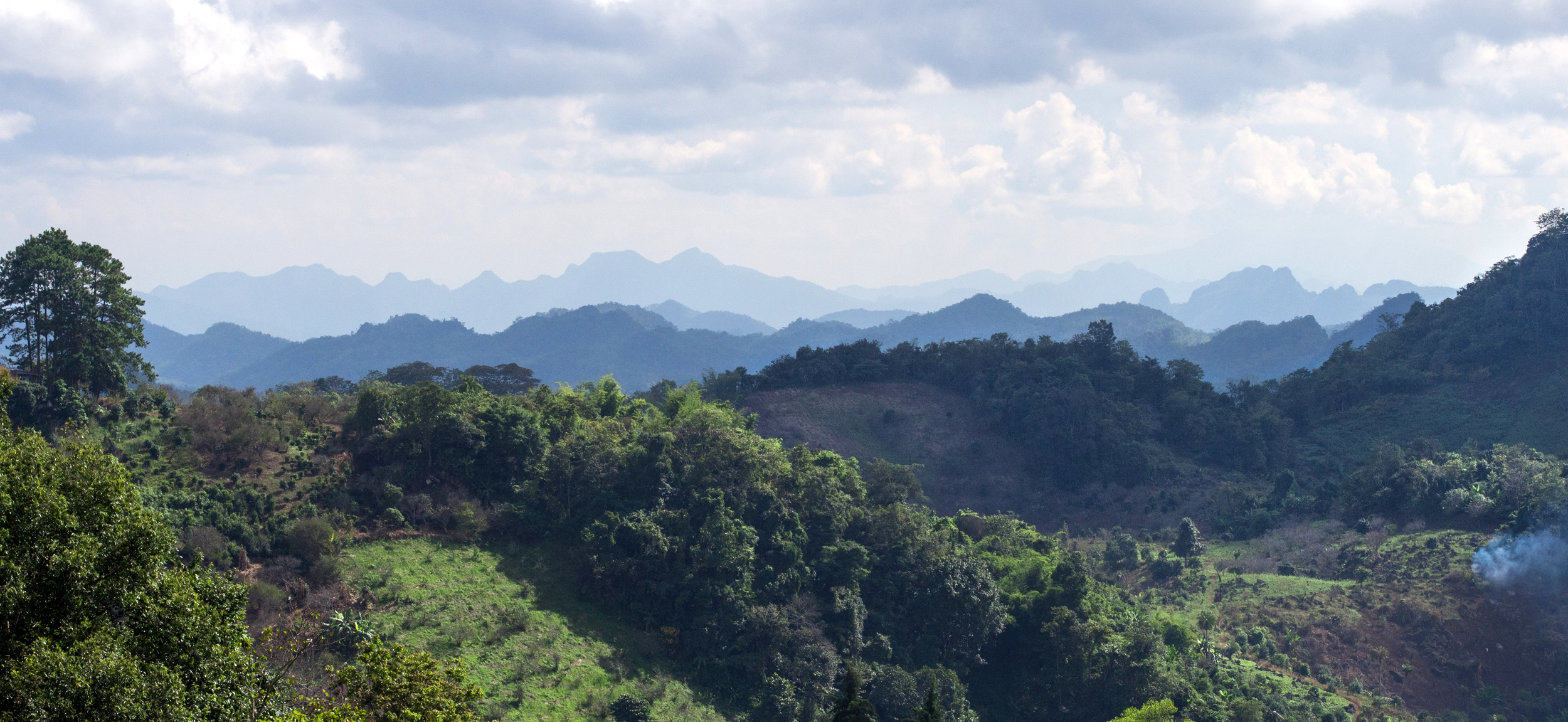
Landschaft in Chai Prakan

Amphoe Chai Prakan (thailändisch อำเภอ ไชยปราการ) ist ein Landkreis (Amphoe – Verwaltungs-Distrikt) im Nordosten der Provinz Chiang Mai. Die Provinz Chiang Mai liegt in der Nordregion von Thailand.

## Geographie
Benachbarte Landkreise (von Süden im Uhrzeigersinn): die Amphoe Phrao, Chiang Dao und Fang der Provinz Chiang Mai, sowie Mae Suai der Provinz Chiang Rai.

## Geschichte
Chai Prakan wurde am 1. Januar 1988 als „Zweigkreis“ (King Amphoe) gegründet, bestehend aus vier Tambon, die von dem Kreis Fang abgespalten wurden.
Am 4. Juli 1994 erhielt Chai Prakan den vollen Amphoe-Status.

## Verwaltung

### Provinzverwaltung
Der Landkreis Chai Prakan ist in vier Tambon („Unterbezirke“ oder „Gemeinden“) eingeteilt, die sich weiter in 44 Muban („Dörfer“) unterteilen.
| Nr. | Name        | Thai    | Muban | Einw.  |
| --- | ----------- | ------- | ----- | ------ |
| 01. | Pong Tam    | ปงตำ    | 08    | 08.055 |
| 02. | Si Dong Yen | ศรีดงเย็น | 18    | 15.297 |
| 03. | Mae Thalop  | แม่ทะลบ  | 07    | 07.298 |
| 04. | Nong Bua    | หนองบัว  | 11    | 14.020 |

### Lokalverwaltung
Es gibt zwei Kommunen mit „Kleinstadt“-Status (Thesaban Tambon) im Landkreis:
- Nong Bua (Thai: เทศบาลตำบลหนองบัว) bestehend aus Teilen des Tambon Nong Bua.
- Chai Prakan (Thai: เทศบาลตำบลไชยปราการ) bestehend aus dem kompletten Tambon Pong Tam und den Teilen der Tambon Si Dong Yen, Nong Bua.

Außerdem gibt es zwei „Tambon-Verwaltungsorganisationen“ (องค์การบริหารส่วนตำบล – Tambon Administrative Organizations, TAO)
- Si Dong Yen (Thai: องค์การบริหารส่วนตำบลศรีดงเย็น) bestehend aus Teilen des Tambon Si Dong Yen.
- Mae Thalop (Thai: องค์การบริหารส่วนตำบลแม่ทะลบ) bestehend aus dem kompletten Tambon Mae Thalop.